# Limenitis juruana
Limenitis juruana är en fjärilsart som beskrevs av Butler 1877. Limenitis juruana ingår i släktet Limenitis och familjen praktfjärilar. Inga underarter finns listade i Catalogue of Life.